# Kamerunská kuchyně

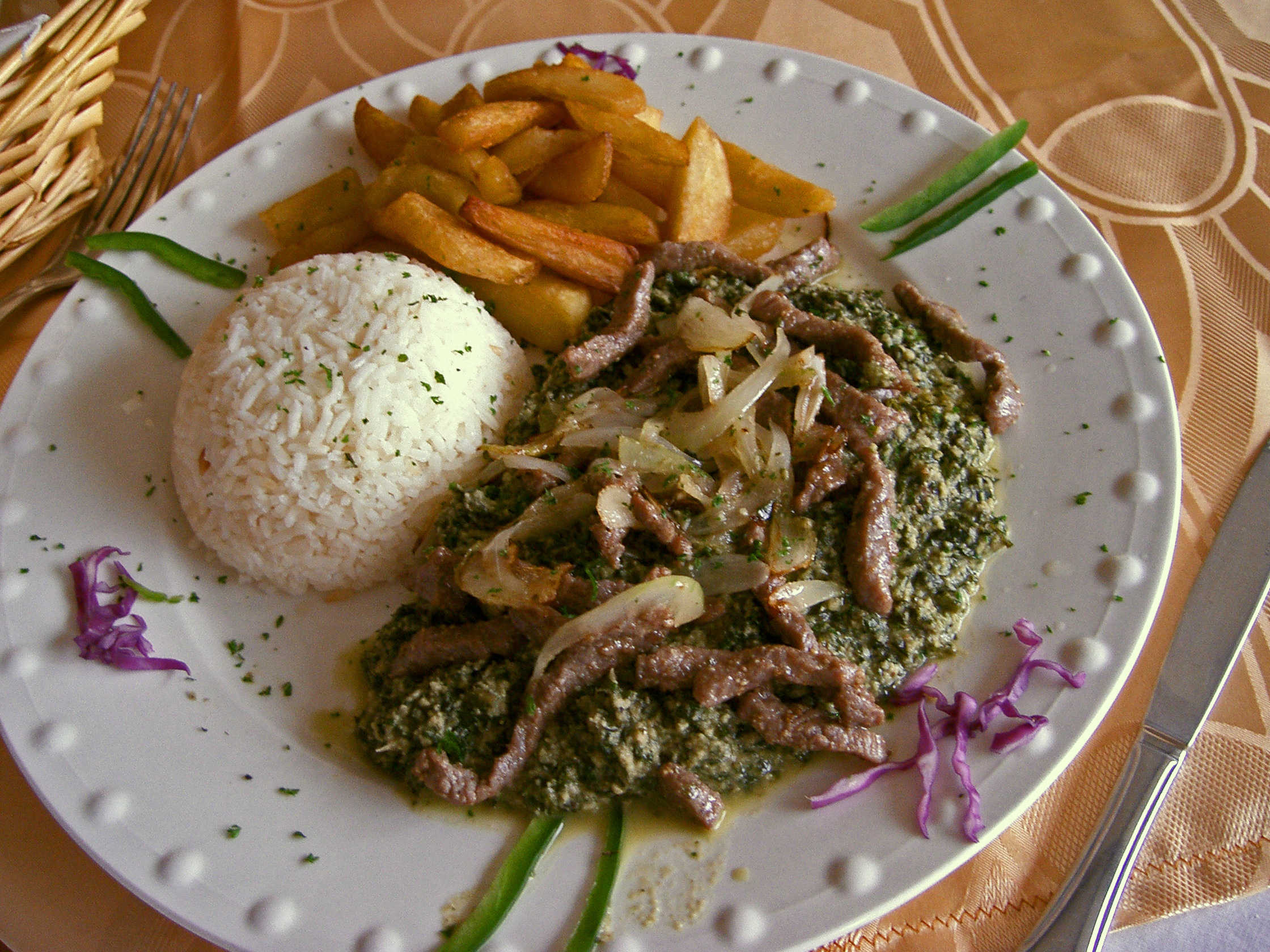
Ndolé s rýží a hranolky

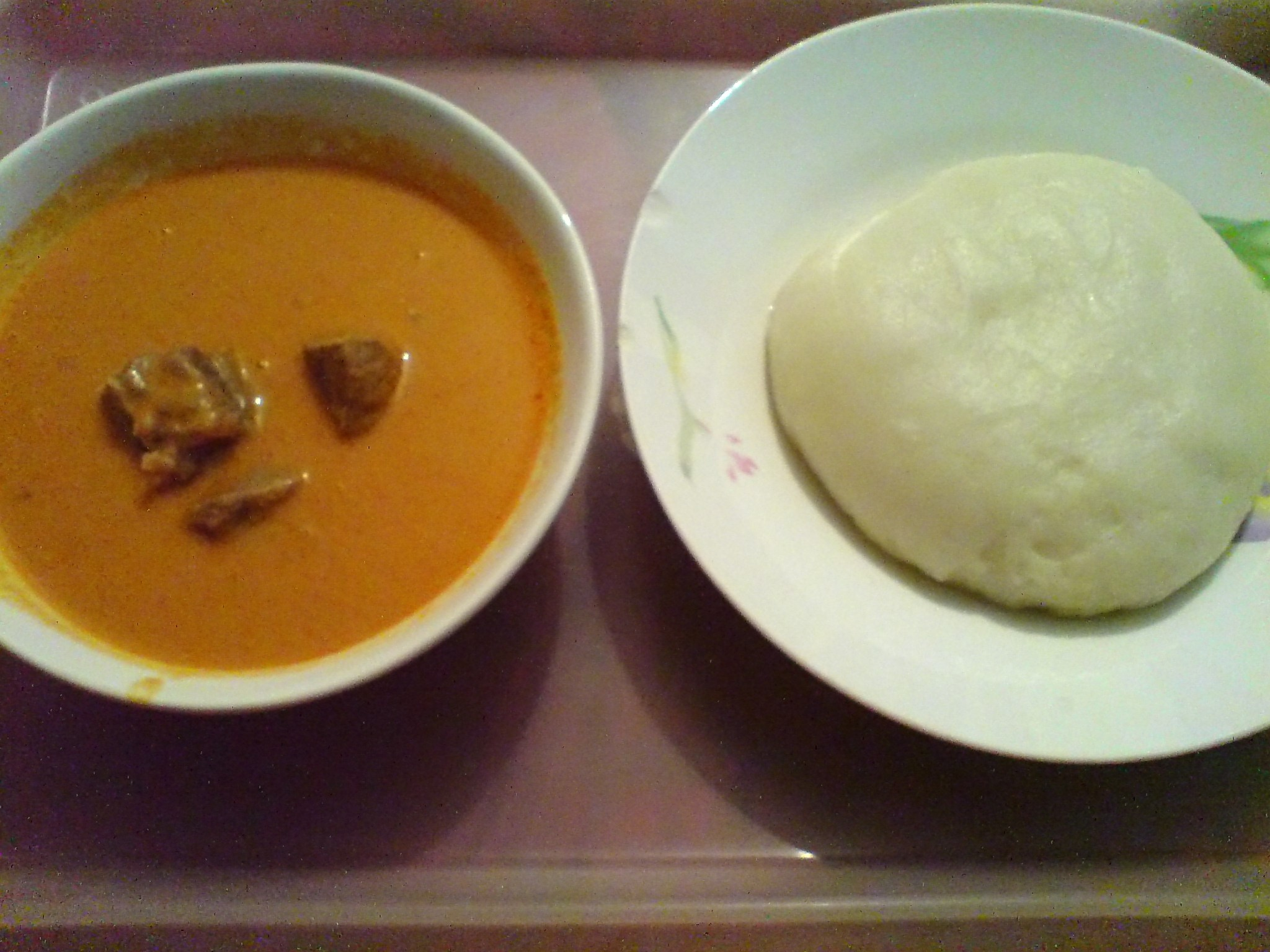
Fufu a arašídová polévka

Kamerunská kuchyně je velmi rozmanitá, protože na území Kamerunu žije přes 250 různých etnických skupin. Byla také ovlivněna německou, britskou a francouzskou kuchyní.

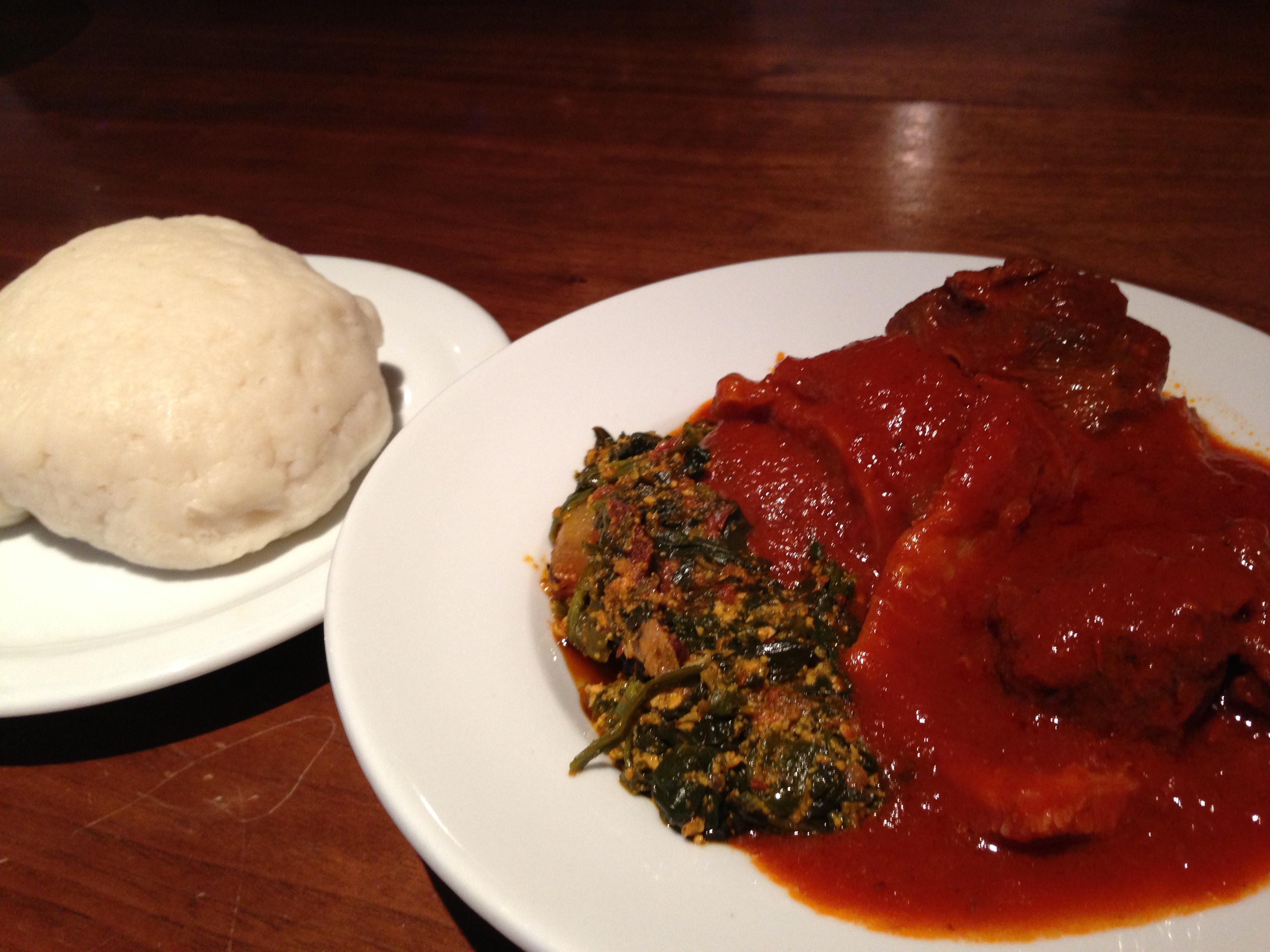
Fufu a egusi

## Ingredience
Mezi ingredience používané v Kamerunu patří: maniok, batáty (sladké brambory), rýže, brambory, kukuřice, fazole, jáhly, plantainy, arašídy, chilli, lilek, okra, rajčata nebo banány.
Z masa se používá hlavně rybí, v menší míře také drůbež a hovězí. Na maso jsou také lovena některá divoká zvířata, která jsou mnohdy považována za delikatesy, například krysy, luskouni, šimpanzi nebo gorily. Převážně v lesních oblastech se konzumuje také hmyz.

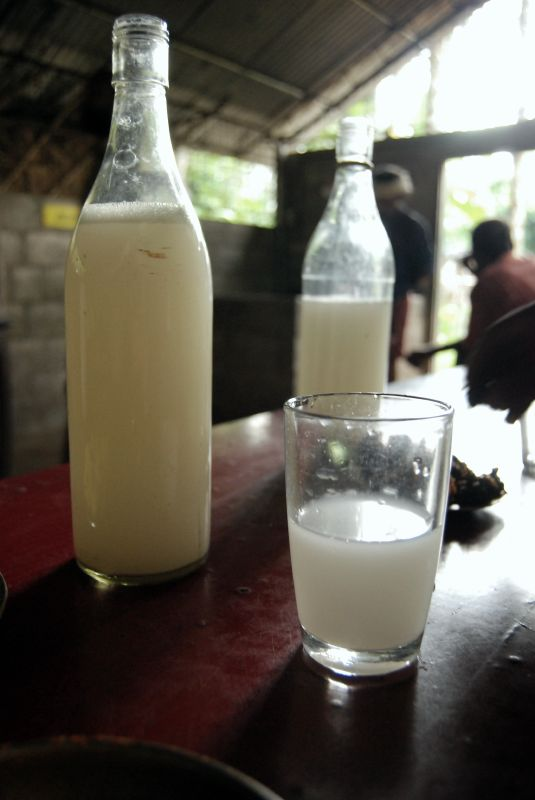
Palmové víno

## Příklady kamerunských pokrmů
- Ndolé, pokrm často označován jako národní jídlo Kamerunu. Skládá se z dušených arašídů, listů rostliny ndoleh a masa, případně krevet. Podává se s různými přílohami.[2]
- Fufu, placka nevýrazné chuti podávaná jako příloha
- Beignet, fritované pečivo[3]
- Různé špízy
- Eru, polévka z listové zeleniny, někdy se do ní přidává i maso[4]
- Egusi, polévka se semínky z tykvovitých rostlin
- Kati kati, grilované kořeněné kuřecí maso[5]
- Arašídová polévka[6]

## Příklady kamerunských nápojů
- Káva
- Palmové víno[7]
- Afofo, palmová pálenka[7]
- Bil-bil, obilné pivo[8]